# Mochokus brevis
Mochokus brevis är en fiskart som beskrevs av Boulenger, 1906. Mochokus brevis ingår i släktet Mochokus och familjen Mochokidae. IUCN kategoriserar arten globalt som livskraftig. Inga underarter finns listade i Catalogue of Life.